# 厚木バスストップ

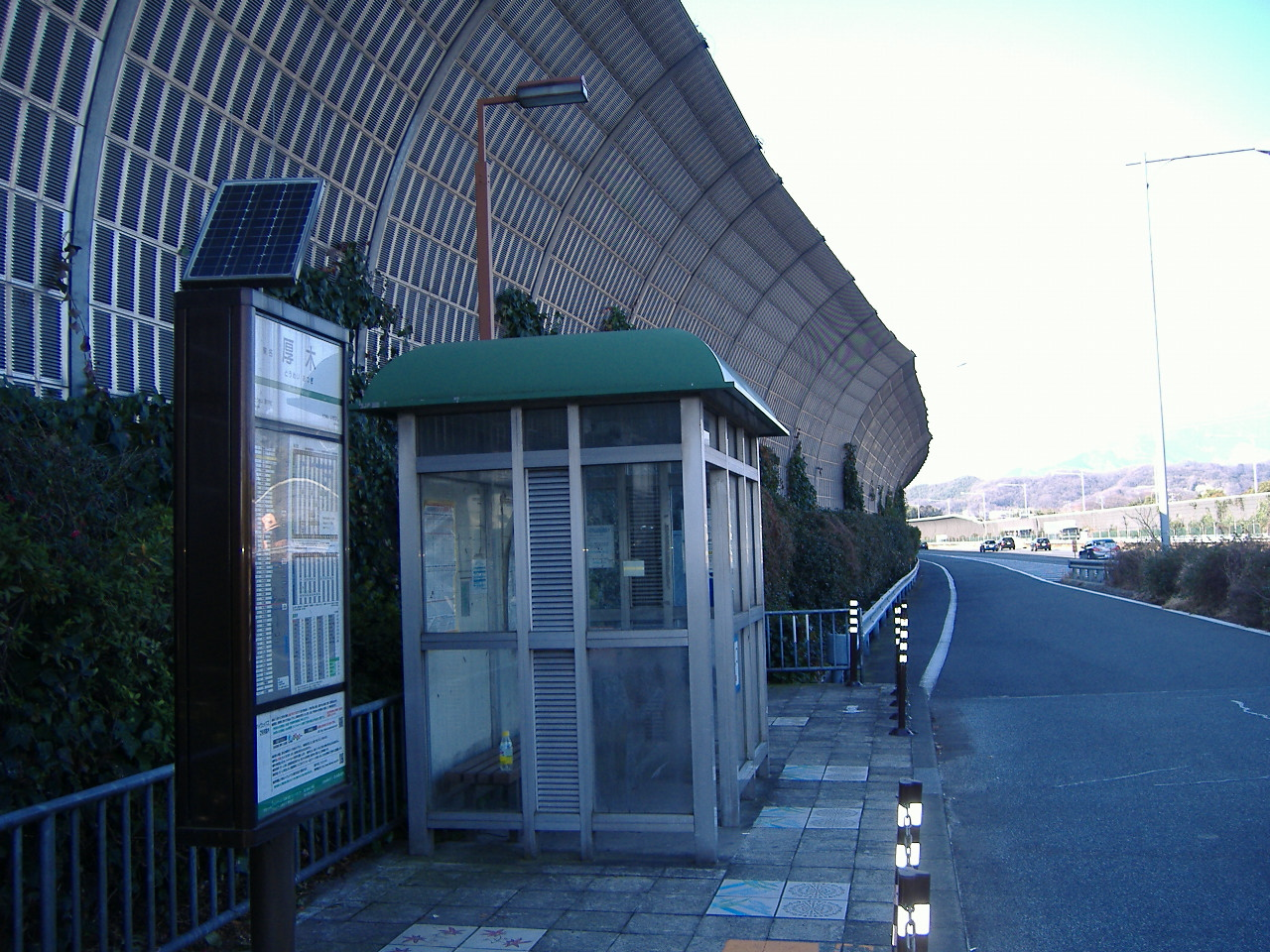
厚木バスストップ（下り線）

厚木バスストップ（あつぎバスストップ）は、神奈川県厚木市の東名高速道路上にあるバス停留所である。運行事業者の案内では東名厚木（とうめいあつぎ）を用いている。
JR東名ハイウェイバスの急行・特急<東名ライナー>と小田急ハイウェイバスの特急が全便停車する。
厚木ICから約1.2 km西の本線上にあり、上り線側の側道沿いにバス停利用者のための駐車場を厚木市が設置している。

## 歴史
- 1969年6月10日 - 開設（厚木ICに併設）。
- 1993年10月12日 - 廃止[1]。
- 1995年4月1日 - 開設（現在の位置）。

## 停車する路線
- 東名ハイウェイバス（東京 - 御殿場 - 静岡 - 浜松 - 名古屋）
- 小田急ハイウェイバス（新宿 - 御殿場 - 箱根）

## 至近のBS・IC
E1 東名高速道路
伊勢原BS - (5-1) 伊勢原JCT - 厚木BS - (5) 厚木IC - (4-2) 海老名JCT - 海老名SA - (4-1) 綾瀬SIC/BS

## バス停へのアクセス
- 徒歩の場合
  - 小田急小田原線愛甲石田駅より、徒歩約15分。

- バスの場合
  - 「仲田」下車 徒歩5 - 7分程度
    - 神奈川中央交通
      - 厚43：厚木バスセンター - 仲田 - 森の里中学校前 - 森の里
      - 厚45：厚木バスセンター → 仲田 → 森の里青山 → 森の里
      - 愛20：愛甲石田駅 - 仲田 - 毛利台団地

## 距離
- 東京駅から54.6 km
- 新宿駅から51.0 km